# Cerej
Cerej (italijansko Cerei) je naselje v Slovenski Istri, ki upravno spada pod Mestno občino Koper. Nahaja se na Miljskem polotoku ob meji z Italijo. Kraj je opredeljen kot območje, kjer avtohtono živijo pripadniki italijanske narodne skupnosti in kjer je poleg slovenščine uradni jezik tudi italijanščina.
Manjši del istoimenskega naselja je tudi na italijanski strani meje, v občini Milje (Muggia).